# محمد حامد أبو النصر
محمد حامد أبو النصر ( 25 مارس 1913م -  20 يناير 1996م) المرشد العام الرابع لجماعة الإخوان المسلمين. حصل على شهادة الكفاءة سنة 1933م. شارك في العمل الاجتماعي والعمل الإسلامي، فكان عضوًا في جمعية الإصلاح الاجتماعي في منفلوط سنة 1932م، وعضوًا في جمعية الشبان المسلمين سنة 1933. انضم إلى جماعة الإخوان المسلمين سنة 1934م. اختير عضوًا في مكتب الإرشاد لجماعة الإخوان المسلمين. سجن سنة 1954م، مع زملائه من مكتب الإرشاد وغيرهم من أفراد الجماعة، وحكم عليه بالأشغال الشاقة المؤبدة. ظل في المعتقل حتى خرج في عهد الرئيس محمد أنور السادات. عاود نشاطه بعد خروجه من المعتقل  في جماعة الإخوان. اختير مرشدًا عامًا للإخوان بعد وفاة الأستاذ عمر التلمساني في سنة 1986م. في فترة توليته منصب المرشد دخل أكبر عدد من الإخوان في مجلس الشعب المصري، وشهدت الجماعة نشاطا متزايدًا. وظل في منصبه حتى وفاته عام 1996.

## نشأته
ولد محمد حامد أبو النصر في 6 ربيع الآخر 1331 هـ الموافق 25 مارس/ آذار 1913 في منفلوط التابعة لمحافظة أسيوط في مصر. جده الشيخ علي أحمد أبو النصر أحد رواد الحركة الأدبية في مصر، وأحد  علماء الأزهر الشريف في عصر الخديوي إسماعيل، وهو السياسي الذي اشترك في التجهيز للثورة العرابية وتوفي عام 1880. حصل محمد حامد على شهادة إتمام الدراسة الثانوية العامة، ثم تفرغ لرعاية أملاك الأسرة التي كانت واسعة الثراء.

## دعوته

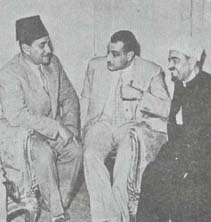
الشيخ محمد فرغلي (يمين), جمال عبد الناصر, (وسط), محمد حامد أبو النصر, (يسار)

التقى بحسن البنا مؤسس دعوة الإخوان في أواخر عام 1933م حيث بايعه على العمل تحت راية هذه الدعوة فكان أول من انضم إلى صفوف الإخوان في صعيد مصر، ثم تدرج في مواقع المسؤولية من نائب شعبة منفلوط حتى أصبح عضواً في الهيئة التأسيسية (مجلس الشورى العام) ثم عضواً في مكتب الإرشاد العام للجماعة. تعرض أبو النصر للاعتقال والسجن وحكم عليه في أحداث 1954م بالأشغال الشاقة المؤبدة لمدة (25) عاماً قضى منها عشرين عاماً في السجون المصرية، حتى خرج في منتصف عام 1974م واختير مرشداً عاماً للجماعة خلفاً للمرشد الثالث عمر التلمساني، وكان ذلك في آذار سنة 1986.
كان من الرعيل الأول الذي لازم مؤسس الجماعة، وكان من دعائم الحركة منذ الثلاثينيات، وعاش معها محنتها.

## جماعة الإخوان في عهده
وقد عاشت جماعة الإخوان المسلمين في عهده أحداثاً بارزة على الصعيد السياسي، كان أهمها تغلغلها في العديد من النقابات المهنية، ونوادي التدريس الجامعية والجمعيات الأهلية.
خاضت الجماعة في عهده الانتخابات النيابية في نيسان 1987م متحالفة مع حزب العمل والأحرار، مما أتاح دخول (36) نائباً إخوانياً لأول مرة في تاريخ الجماعة إلى مجلس الشعب وأدى إلى قيادتها للمعارضة بشكل فعلي، كما خاضت الجماعة التجديد النصفي لمجلس الشورى عام 1989م وقاطعت انتخابات البرلمان سنة 1990م وتبعتها بقية أحزاب المعارضة احتجاجا على استمرار العمل بقانون الطوارئ، وعدم وجود ضمانات كافية لنزاهة الانتخابات. وفي عام 1992م خاضت الجماعة انتخابات المجالس المحلية.
في عام 1993م رفضت قيادة الجماعة منح التجديد للرئيس مبارك لفترة رئاسية ثالثة مما اثار غضب السلطة عليها، وأحال (82) رجلاً من قياداتها إلى المحاكم العسكرية عام 1995م والتي قضت بسجن (54) عضواً من الرموز المعروفة ثم شاركت الجماعة في انتخابات مجلس الشعب التي جرت في شهر تشرين ثاني 1995م.
أما أبرز الإنجازات على المستوى الداخلي للجماعة فكانت نجاح القيادة في استكمال الهيكل الإداري والتنظيمي من خلال تنفيذ مبدأ الشورى في اختيار القيادات على جميع المستويات حتى عضوية مكتب الإرشاد، وذلك لأول مرة منذ دخول الجماعة عصر المحن قبل أكثر من أربعين عاماً.

## النشاط السياسي الإسلامي
شارك أبو النصر في بداية حياته في العمل الاجتماعي والإسلامي، فكان:
- عضوا في جمعية الإصلاح الاجتماعي في منفلوط سنة 1932.
- عضوا في جمعية الشبان المسلمين سنة 1933.
- عضوا في جماعة الإخوان المسلمين سنة 1934.
- عضوا في مكتب الإرشاد لجماعة الإخوان المسلمين.
- مرشدا عاما للإخوان بعد وفاة عمر التلمساني في سنة 1986.

## في السجن
قبض على حامد أبو النصر مع زملائه من مكتب الإرشاد وغيرهم من أفراد الجماعة عام 1954 عند اصطدام ثورة يوليو بالإخوان المسلمين وحكم عليه بالأشغال الشاقة المؤبدة. وظل في المعتقل حتى خرج في عهد الرئيس محمد أنور السادات.

## العودة إلى النشاط السياسي
بعد خروجه من المعتقل عاود نشاطه في جماعة الإخوان. فاختير مرشدا عاما للإخوان بعد وفاة عمر التلمساني في سنة 1986. في فترة توليه مرشدا للجماعة دخل أكبر عدد من الإخوان في مجلس الشعب المصري، وشهدت الجماعة نموًا مطردًا.

## وفاته
توفي محمد حامد أبو النصر في القاهرة فجر يوم السبت 20 يناير عام 1996م عن عمر ناهز 83 عاما.

## من مؤلفاته
- حقيقة الخلاف بين «الإخوان المسلمين» وعبد الناصر.

## فيديو
- كلمة أ/ حامد أبو النصر المرشد العام للإخوان المسلمين في جمعية الطلبة المسلمين (لندن) فيديو1
- أ/حامد أبو النصر (الصحوة الإسلامية وآفاق التمكين)
- جنازة السيد محمد حامد أبو النصر

## وصلات خارجية
- المرشد الرابع للإخوان المسلمين.. السيد محمد حامد أبوالنصر، المستشار عبد الله العقيل، مجلة المجتمع الكويتية، 21 أكتوبر 2006م
- لفضيلة الأستاذ محمد حامد أبو النصر المرشد الرابع للإخوان المسلمين: متى نفرح بالعيد؟!، إخوان أون لاين، 3 نوفمبر 2005م